# Daubenya capensis
Daubenya capensis là một loài thực vật có hoa trong họ Măng tây. Loài này được (Schltr.) A.M.van der Merwe & J.C.Manning mô tả khoa học đầu tiên năm 2000.